# Christian Ramos
Christian Guillermo Martín Ramos Garagay (Lima, 4 de Novembro de 1988) é um futebolista profissional peruano que atua como zagueiro. Atualmente, joga pelo César Vallejo.

## Carreira
Ramos fez parte do elenco da Seleção Peruana de Futebol da Copa América de 2011., No segundo jogo da repescagem para a Copa de 2018 contra a Nova Zêlandia, marcou o segundo gol da partida que terminou em 2x0, assim o Peru voltou pra Copa depois de 36 anos fora